# Okrouyo
Okrouyo è una città e sottoprefettura della Costa d'Avorio appartenente al  dipartimento di Guéyo. Conta una popolazione di 76 682 abitanti (censimento 2014).